# Serre-les-Sapins
Serre-les-Sapins är en kommun i departementet Doubs i regionen Bourgogne-Franche-Comté i östra Frankrike. Kommunen ligger i kantonen Audeux som tillhör arrondissementet Besançon. År 2022 hade Serre-les-Sapins 1 921 invånare.

## Befolkningsutveckling
Antalet invånare i kommunen Serre-les-Sapins
Referens:INSEE